# واين جاكسون
واين جاكسون (بالإنجليزية: Wayne Jackson)‏ هو موسيقي أمريكي، ولد في 24 نوفمبر 1941 في ويست ممفيس في الولايات المتحدة، وتوفي في 21 يونيو 2016 في ممفيس في الولايات المتحدة.

## وصلات خارجية
- واين جاكسون على موقع IMDb (الإنجليزية)
- واين جاكسون على موقع ميوزك برينز (الإنجليزية)
- واين جاكسون على موقع أول ميوزيك (الإنجليزية)
- واين جاكسون على موقع ديسكوغز (الإنجليزية)